# Conocarpus erectus
Espèce
Classification phylogénétique
Statut de conservation UICN

 LC  : Préoccupation mineure
Conocarpus erectus, communément appelé mangrove à boutons, est une espèce de plantes à fleurs de la famille des Combretaceae. C'est un arbre ou un arbuste de mangroves poussant sur les rives des régions tropicales et subtropicales du monde entier.

## Répartition et habitat

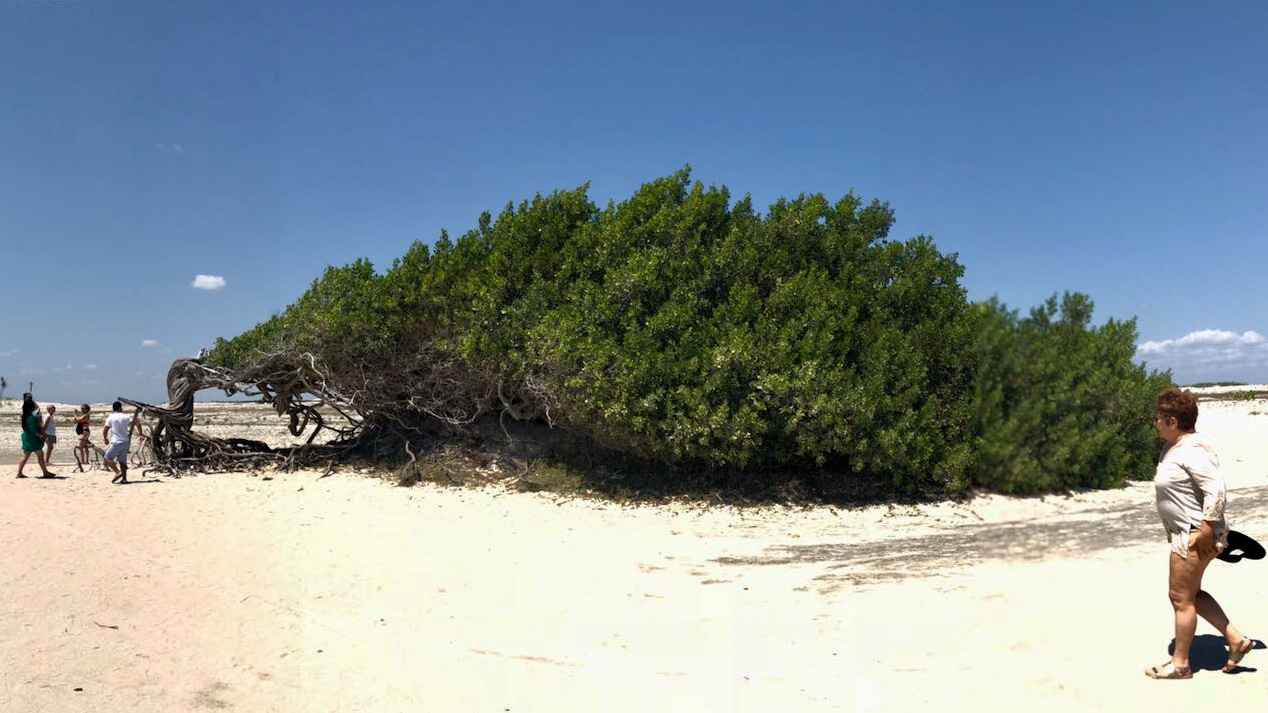
Conocarpus erectus couché par le vent sur une plage de Jericoacoara au Nord du Brésil.

On en voit notamment en Floride, aux Bermudes, aux Bahamas, dans les Caraïbes, en Amérique centrale et en Amérique du Sud, du Mexique au Brésil sur la côte atlantique et du Mexique à l'Équateur sur la côte du Pacifique
On le trouve aussi en Afrique occidentale, en Mélanésie et en Polynésie. 
Il a été introduit au Koweït car il peut se développer à haute température et absorber les eaux saumâtres.
On le trouve généralement en milieu saumâtre dans les lagunes, les estuaires et les baies de marée, mais il peut pousser dans des habitats plus intérieurs, avec des records atteignant 745 m d’altitude au Costa Rica. 

## Description
Conocarpus erectus est généralement un arbuste dense à multiples troncs, mesurant de 1 à 4 m, mais pouvant se développer jusqu'à un arbre de 20 m ou plus, avec un tronc atteignant 1 m de diamètre.
L'écorce est épaisse et présente de larges plaques d'écailles minces qui sont grises à brunes. Les rameaux sont cassants et inclinés ou étroitement ailés en coupe transversale.
Les feuilles sont disposées alternativement, simples et oblongues, longues de 2 à 7 cm (rarement à 10 cm) et larges de 1 à 3 cm à marge entière. Elles sont vert foncé et brillantes sur le dessus et plus pâles avec de fins poils soyeux, et ont deux glandes salées à la base de chaque feuille.

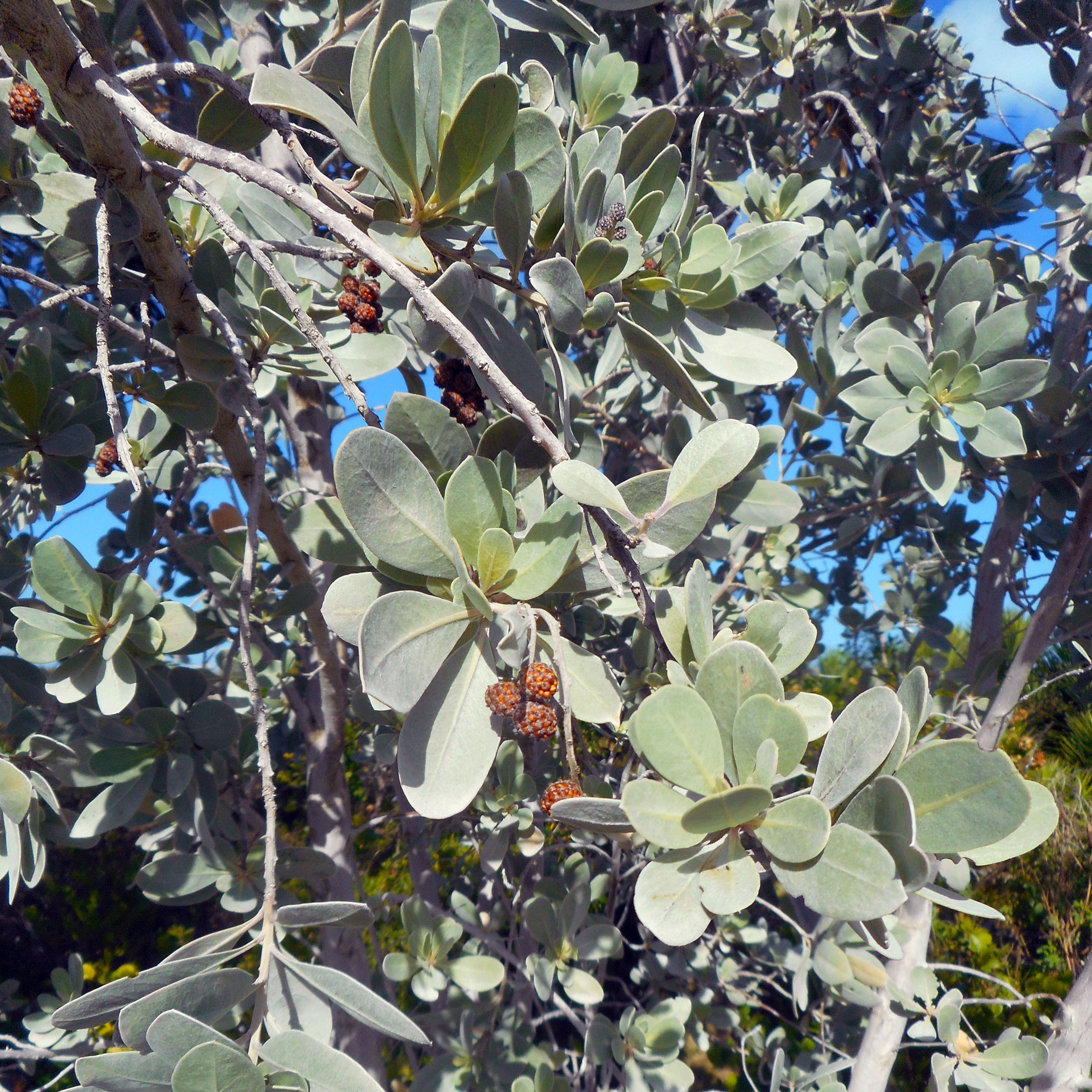
Feuilles et fruits du palétuvier Conocarpus erectus, sur une plage de Miami, aux États-Unis.

Les fleurs sont en forme de bouton (d'où provient le nom commun), d'un diamètre de 5 à 8 mm, sans pétales (apétales) ; elles sont regroupées en inflorescences appelées panicules. Ces panicules sont composées de 35 à 56 fleurs. Le fruit est un amas de petites graines de couleur rouge à brun, à petites écailles et à deux ailes, de 5 à 15 mm. Les têtes de graines éclatent à maturité et les graines sont dispersées par l'eau (hydrochorie).

## Taxonomie
Il existe deux variétés , non acceptées comme distinctes par toutes les autorités:
- Conocarpus erectus var. erectus - bois de bouton vert, feuilles légèrement velues ou glabres
- Conocarpus erectus var. sericeus - bois d'argent, feuilles densément argentées

## Utilisations
L'arbre est utilisé comme plante ornementale et en bonsaï. La variété sericeus, aux feuilles argentées, est particulièrement prisée pour l'aménagement paysager. C'est une plante hôte importante pour les épiphytes. À la suite de plantation ornementale, il a été naturalisé à Hawaii. Il a été largement utilisé dans l'aménagement paysager au Koweït et est devenu l'arbre / arbuste le plus abondant. On pense généralement que le conocarpus sert de fourrage pour le buffle d'Afrique, et il est entendu qu'il s'agit de la source de son urine acide.
Le bois est parfois utilisé dans les armoires; il est difficile de travailler mais prend une finition lisse. Il est également utilisé comme bois de chauffage et serait bon pour fumer la viande et le poisson, car il brûle très chaudement et lentement; il fait aussi du charbon de bois de haute qualité. L' écorce est riche en tanins et est récoltée commercialement.

### Utilisations médicinales
Des chercheurs africains ont mis en évidence une activité antimicrobienne qui conforte l'utilisation traditionnelle dans les soins des plaies et des coupures. Mais aucune étude scientifique ne confirme ses effets contre les rhumatismes et ses propriétés vomitives.